# ビューティフルライフ
『Beautiful Life 〜ふたりでいた日々〜』（ビューティフルライフ ふたりでいたひび）は、2000年1月16日から3月26日まで毎週日曜21:00 - 21:54に、TBS系「東芝日曜劇場」枠で放送されたテレビドラマ。主演は木村拓哉と常盤貴子。

## 概要
腕はあるが人気のない美容師の男性と、難病に侵され車椅子での生活を強いられながらも健気に生きる図書館司書の女性を描いたラブストーリー。
このドラマの企画は『愛していると言ってくれ』以後、貴島誠一郎がずっと温めて来たものだった。しかし貴島本人が制作1部から編成部に異動したため、弟子の植田博樹に企画を引き継がせて実現させた（貴島自身は『制作』という形で本作に関わっている）。ただ、異色作のスペシャリストだった植田にとって王道のラブストーリーは畑違いの仕事だったため、脚本の北川悦吏子が信頼を寄せる大ベテランの生野慈朗ディレクターも制作に加わり共同プロデュース体制を作った。もう1人のディレクターである土井裕泰もTBSの看板的存在であり、この強力なスタッフ陣を構築出来たことが木村と常盤の大物主役共演の実現に大きく寄与した。また、主役2人とスタッフ達はそれまでもたびたびドラマで一緒に仕事しており、まさに旧知の間柄であった。なお、北川は主題歌を担当したB'zの大ファンである。
このドラマをきっかけに、バリアフリーという言葉が広く一般に知られるようになった。
このドラマで使われたオートバイであるヤマハ・TW200や、劇中で使用されたメーカー、オーエックスの車椅子、オペル・ヴィータの売り上げが増加したという。実際にドラマ内でも、杏子たちが「ヴィータ」と発言したことがある（テレビドラマで登場している車の名前をセリフにすることは異例である）。またこのドラマの影響からか、2000年の美容師志望率が例年より2割ほど上がったという。
最終回放送直前に、角川書店が百瀬しのぶによるノベライズを刊行。ここで最終回のストーリーまですべて明かされていたことから、強く反発したTBSは角川書店に抗議する事態となった。
平均視聴率32.3%、最高視聴率41.3%を記録。「日曜劇場」としては平成中期の最大のヒット作となった。第26回放送文化基金賞本賞受賞（1999年度）。また、平成の民放連続ドラマの視聴率が40%を超えたのも今作が初めてとなった。

## キャスト

### 主要人物
沖島 柊二（おきしま しゅうじ）〈27〉
演：木村拓哉
医師一家に生まれた。有名店に勤める美容師で腕もあるのだが、客からの人気はない。
町田 杏子（まちだ きょうこ）〈27〉
演：常盤貴子
図書館司書。17歳の時から難病に冒され、10年間車イスの生活を送っている。

### 杏子の関係者
田村 佐千絵（たむら さちえ）〈26〉
演：水野美紀
杏子の同僚で親友。杏子のよき理解者で柊二との恋を終始願っていた。大学は理系学部出身。杏子の兄に思いを寄せている。
美山 耕三（みやま こうぞう）〈32〉
演：的場浩司
ボランティアスタッフ。杏子が好きで何かと世話を焼くが、本人には冷たくあしらわれる。

### ホットリップ
岡部 巧（おかべ たくみ）〈23〉
演：池内博之
柊二の職場の後輩でアシスタント。柊二を慕い憧れている。スタイリストへの昇格を望む。
小沢 真弓（おざわ まゆみ）〈25〉
演：原千晶
柊二の同僚で元恋人。まだ柊二に未練があるようで杏子を毛嫌いし、ことあるごとに辛く当たる。
川村 悟（かわむら さとる）〈27〉
演：西川貴教
柊二と同期の人気美容師。柊二に一方的にライバル心を抱き、公私に渡り何かと邪魔を仕掛ける。
店長
演：モロ師岡

### 町田家
町田 正夫（まちだ まさお）〈33〉
演：渡部篤郎
杏子の兄。実家の酒屋で働く。鈍感で少々古臭い考えを持つが、妹の杏子を大切にしている。
妹と柊二の交際に否定的だったが、彼の杏子への想いを認める。最後に柊二に対して感謝の言葉を述べる。
町田 雄一
演：河原崎建三
杏子、正夫の父。
町田 久仁子
演：大森暁美
杏子、正夫の母。

### その他
さつき〈27〉
演：小雪
第6話から登場。柊二の予備校時代の同級生でかつての想い人。現在夫と離婚調停中であり、街で偶然柊二と再会。
アンテウス　秘書
演：椋木美羽
柊二をヘッドハンティングしようとしたが断られた後、巧をホットリップの顧客名簿を交換条件にヘッドハントしようとする。
少女
演：渡辺友梨
美容室のメンバー
演：西脇理恵
図書館店員
演: 河原さぶ
阿部光子
田村たがめ
森川数間
森山米次
渡辺憲吉
古郡やすこ
木村佳代子
瀬戸将哉
理真夏
柳生佳子
佐藤友美
松井紀美江
妹尾正文
矢野トモ子
河原田ヤスケ
三浦靖雄
前田暁
松田朗
邱太郎
京晋佑
吉岡麻由子
松本圭未
高島由佳
澤口夏奈子
千田悟
椋木美羽
小雪
中田優子
野村貴志
千田悟
石川裕司
安藤和津（特別出演)
田中さゆり
松美里杷
前田悠衣
金子絵里
大村みのり
戸村留美子
天現寺竜
小寺徹
岩尾拓志
中上ちか
せきぐちきみこ
樋渡真司
山口詩史
小高のりこ
野仲功
塚本幸雄
中村泰造
西手武
藤本浩二

## スタッフ
- 脚本：北川悦吏子
- 音楽：溝口肇
- 演出：生野慈朗、土井裕泰
- 主題歌：B'z「今夜月の見える丘に」（Rooms RECORDS）
- 制作：貴島誠一郎
- 技術：島崎孝雄
- 演出補：山田康裕、坪井敏雄、加藤新、荒川修平
- 番宣：鈴木慎治
- 協力：緑山スタジオ・シティ、東通
- プロデュース：生野慈朗、植田博樹
- プロデュース補：森雅之
- 製作著作：TBS

## 放送日程
| 各話                                                       | 放送日        | サブタイトル | 演出     | 視聴率 |
| ---------------------------------------------------------- | ------------- | ------------ | -------- | ------ |
| Story 1                                                    | 2000年1月16日 | 車イスの恋   | 生野慈朗 | 31.8%  |
| Story 2                                                    | 2000年1月23日 | 二人の夢     | 生野慈朗 | 28.4%  |
| Story 3                                                    | 2000年1月30日 | キスの夜     | 土井裕泰 | 28.6%  |
| Story 4                                                    | 2000年2月6日  | 会いたい     | 土井裕泰 | 30.6%  |
| Story 5                                                    | 2000年2月13日 | 冷たい雨     | 生野慈朗 | 31.6%  |
| Story 6                                                    | 2000年2月20日 | 恋敵         | 生野慈朗 | 31.0%  |
| Story 7                                                    | 2000年2月27日 | 心の距離     | 土井裕泰 | 32.1%  |
| Story 8                                                    | 2000年3月5日  | 真実         | 土井裕泰 | 29.7%  |
| Story 9                                                    | 2000年3月12日 | 君の命       | 生野慈朗 | 32.5%  |
| Story 10                                                   | 2000年3月19日 | 恋しくて     | 土井裕泰 | 32.9%  |
| Last Story                                                 | 2000年3月26日 | 未来へ       | 生野慈朗 | 41.3%  |
| 平均視聴率 32.3%（視聴率は関東地区・ビデオリサーチ社調べ） |               |              |          |        |

瞬間最高視聴率は最終回で記録した47.1％（関東地区）である。

## 受賞歴
- 第26回放送文化基金賞[5]
  - 男優演技賞（木村拓哉）
  - 女優演技賞（常盤貴子）
  - 脚本賞（北川悦吏子）
- 第18回向田邦子賞（北川悦吏子）[6]
- 第8回橋田賞（北川悦吏子）
- アジア・テレビジョン・アウォード
  - 最優秀作品（ドラマシリーズ部門）
- 第24回ザテレビジョンドラマアカデミー賞[7][8]
  - 最優秀作品賞
  - 主演男優賞（木村拓哉）
  - 主演女優賞（常盤貴子）
  - 助演男優賞（渡部篤郎）
  - 助演女優賞（水野美紀）
  - 主題歌賞（B'z）
  - 新人俳優賞（西川貴教）
  - 脚本賞（北川悦吏子）
  - 監督賞（生野慈朗､土井裕泰）
  - キャスティング賞（生野慈朗）
  - タイトルバック賞（生野慈朗）
- 第25回エランドール賞作品賞[9]

## 特別編
2023年1月9日に放送されたTBS系列の『さんま・玉緒のお年玉あんたの夢をかなえたろかスペシャル』において、青森県内で美容室を営む男性へのサプライズ企画として、本作で主演を務めた木村の一声により『Beautiful Life 特別編』と題したスペシャルドラマが制作され、番組内の企画としてではあるものの本作が23年ぶりに復活した。
番組ではドラマの舞台となった美容室「HOT LIP」のセットを、保存されていた実際の設計図をもとにTBS社屋内に総額約1000万円をかけて忠実に再現し、さらに北川悦吏子がこの企画のために新作台本を執筆した。木村のほか原千晶・池内博之・西川貴教がキャストとして再び集結し、監督は当時演出担当だった土井裕泰が務めるという、バラエティ番組の一企画、ひいては一般人へのサプライズ企画としては異例ともいえる規模で撮影が敢行された。
ドラマでは本企画のターゲットとなった美容師の男性が「HOT LIP」店長役、その妻が女性客役として"キャスティング"され、仕掛人である妻への逆サプライズという形で夫が妻の散髪を行う様子を、本作の主題歌『今夜月の見える丘に』をBGMに木村らドラマ出演者たちが後方から見守るという、現実とドラマの世界観をリンクさせた演出が行われた。また、サプライズ企画に偽番組のMCとして参加していたEXITのりんたろー。も男性客役でエキストラ出演している。
撮影終了後、木村の粋な計らいによって、セットの一部として使用されていた赤いソファーが夫妻にプレゼントされた。

## 関連書籍
- 北川悦吏子『ビューティフルライフ シナリオ』（2000年、角川書店）
- 北川悦吏子『車イスとハイヒール』（2000年、角川書店）
- 北川悦吏子『ビューティフルライフ』（2002年、角川文庫）